# Umayyaden-Moschee (Aleppo)

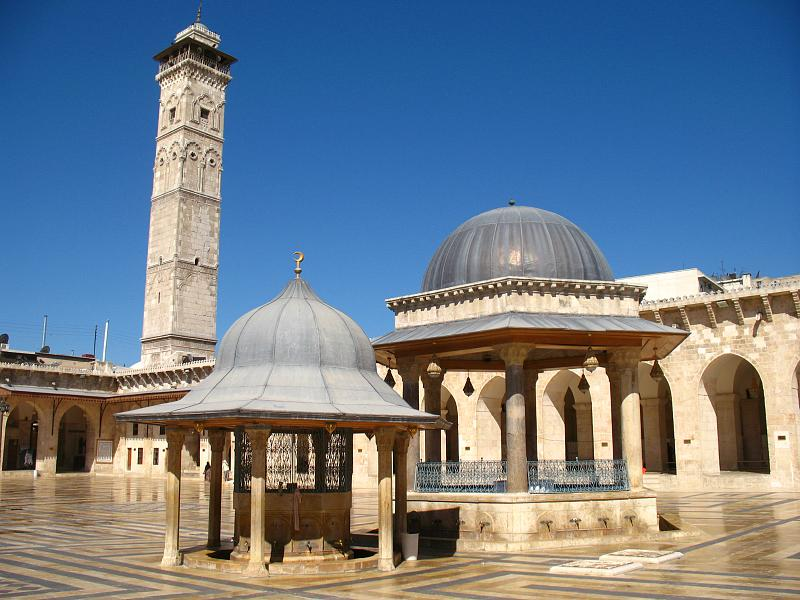
Blick in den Innenhof mit den beiden Brunnen; im Hintergrund das 2013 eingestürzte Minarett

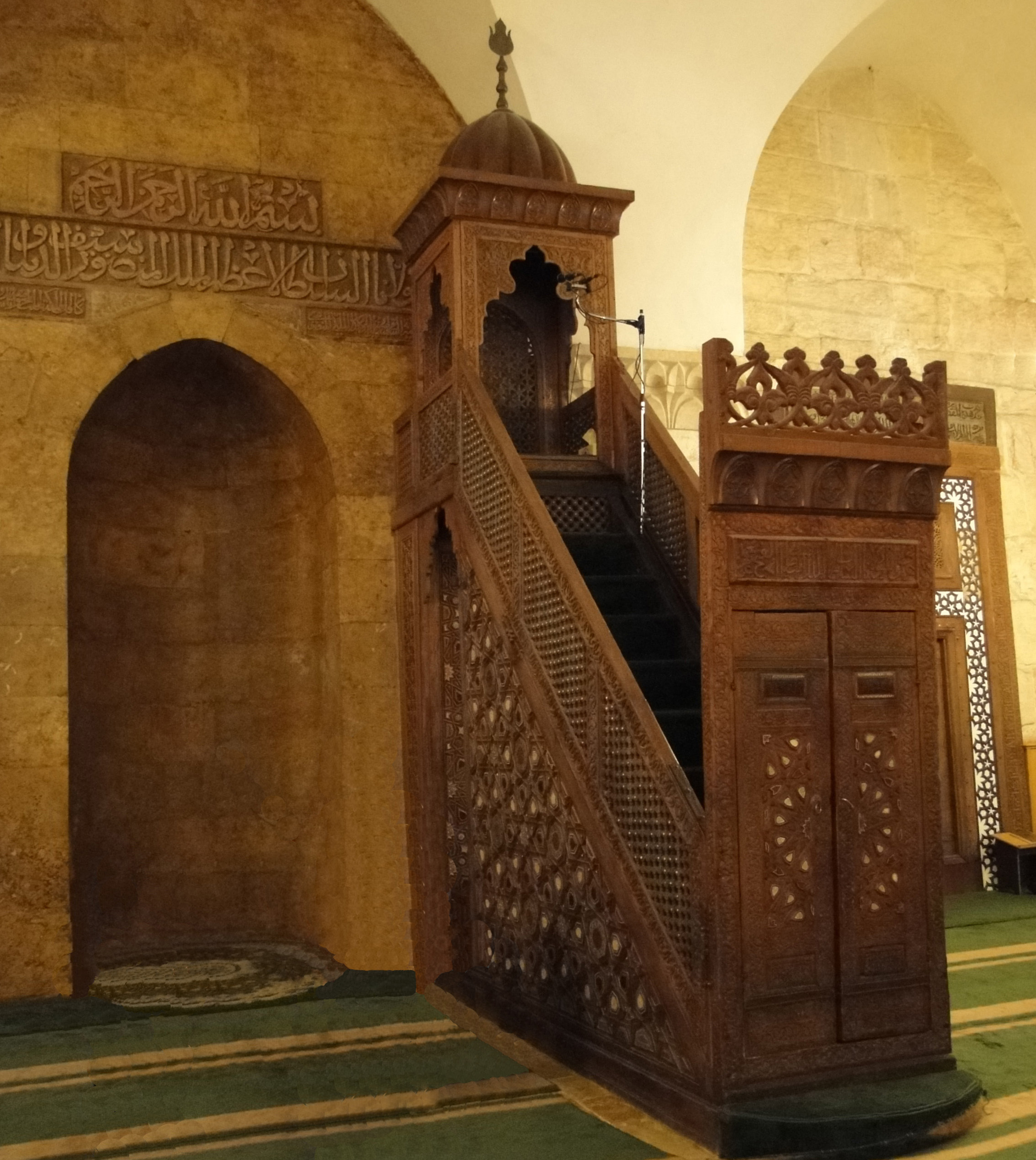
Mihrab und Minbar

Die Umayyaden-Moschee oder Omajjadenmoschee (arabisch الجامع الأموي, DMG al-ǧāmiʿ al-ʾumawī) von Aleppo ist eine syrische Freitagsmoschee, die auf den Umayyaden-Kalifen al-Walid I. oder Sulaiman zurückgeht. Um das Jahr 715 als zweite Moschee der Stadt errichtet ist sie etwa zehn Jahre jünger als die ungleich berühmtere Umayyaden-Moschee von Damaskus.
Die Moschee wurde an jener Stelle erbaut, wo sich bis dahin die antike Agora befunden hatte. Ihr gegenüber stand lange die von Kaiser Justinian (auf einem römischen Tempel) errichtete Sankt-Helena-Kathedrale, welche im 12. Jahrhundert zunächst in eine Moschee und dann in die Madrasa al-Halawiya umgewandelt wurde.
Im Gegensatz zu ihrer Schwester in der Hauptstadt wurde die große, nördlich der Suq-Hauptstraße liegende Moschee von Aleppo im Laufe ihrer bewegten Geschichte oft und umfassend umgebaut, was meist mit Erdbeben, Feuer oder anderen Ereignissen wie der mongolischen Invasion von 1260 zusammenhing. Daher stammt in dem heute zu sehenden Komplex fast nichts mehr aus frühislamischer Zeit; der älteste erhaltene Teil war bis 2013 das auf die Seldschuken (Ende 11. Jh.) zurückgehende, rund 45 m hohe Minarett an der Nordwestecke. Der Rest wurde nach einem Feuer im Jahre 1169 von dem Zengiden Nur ad-Din Mahmud restauriert und auch die Ayyubiden und Mamluken ließen weitere Umbauten vornehmen.
Auf dem großen Innenhof (sahn) der Moschee, dessen schwarz-weiße Pflasterung geometrische Muster bildet, befinden sich zwei Reinigungsbrunnen, im Inneren ein Minbar aus dem 15. Jh. und ein Schrein, welcher angeblich die Gebeine des islamischen Propheten Zacharias (Zakariya), des Vaters Johannes des Täufers, enthält.
Die Aleppiner Umayyaden-Moschee wurde bis 2005 über mehrere Jahre komplett renoviert.
Im Jahr 2013 wurde die Moschee im Verlauf der Kämpfe im andauernden Syrischen Bürgerkrieg schwer beschädigt, wobei am 24. April das Minarett der Moschee einstürzte. Die Regierung und die Rebellen bezichtigen sich gegenseitig der Verantwortung für die Zerstörung. Laut einem Sprecher der Syrischen Beobachtungsstelle für Menschenrechte könnte es auch möglich sein, dass der Turm durch die Kämpfe der vergangenen Monate mürbe geworden war und ohne gezielten Beschuss bzw. ohne eine Sprengung zusammenfiel.

## Galerie

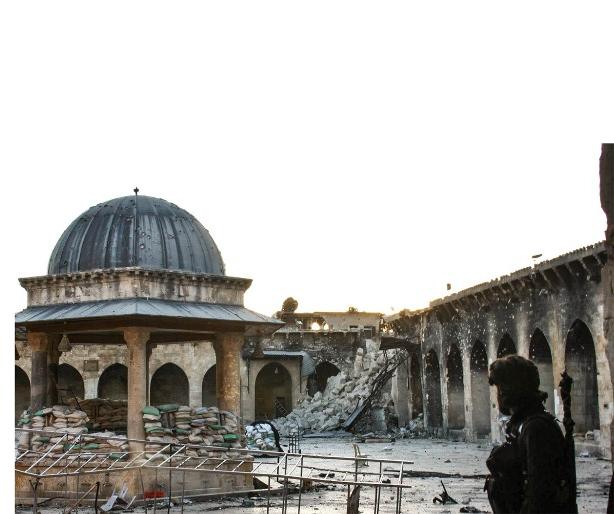
Blick auf das eingestürzte Minarett (2013)
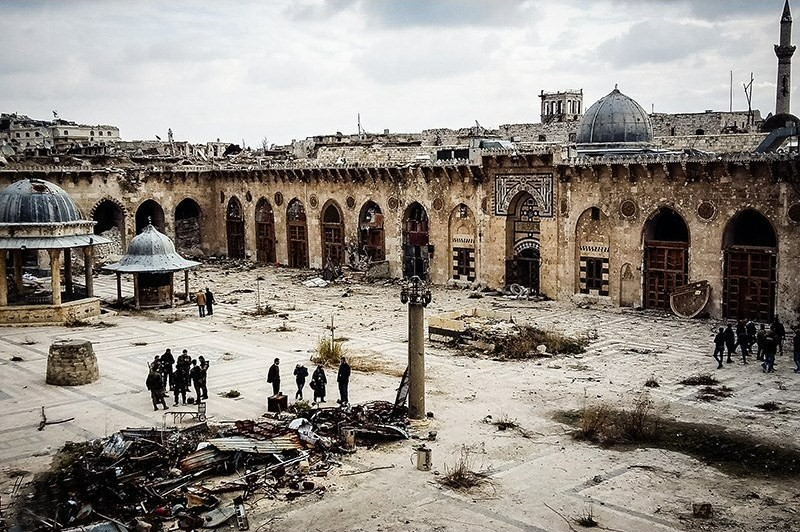
Trümmer im Innenhof (2016)
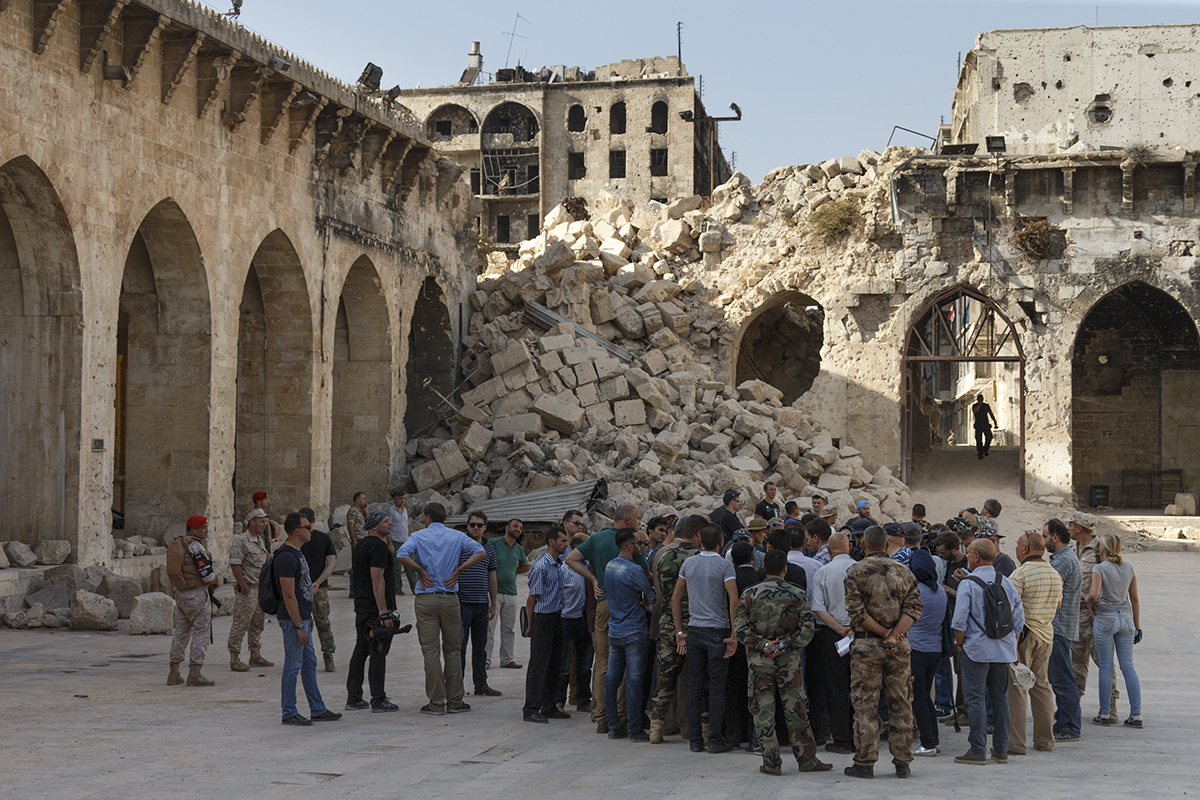
Eine russische Delegation vor dem Minarett (2017)
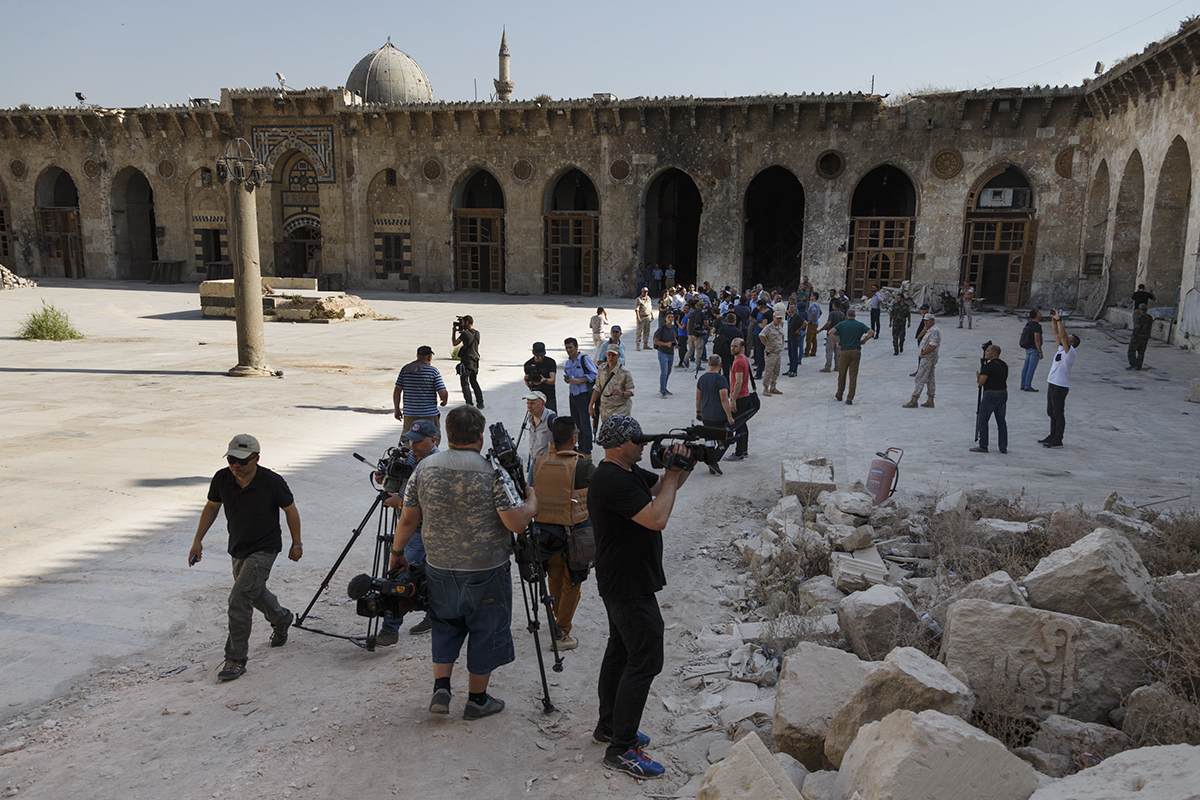
Der Innenhof (2017)